# Parc de Can Dragó
Parc de Can Dragó är en park i Spanien.   Den ligger i provinsen Província de Barcelona och regionen Katalonien, i den östra delen av landet, 500 km öster om huvudstaden Madrid. Parc de Can Dragó ligger 44 meter över havet.
Terrängen runt Parc de Can Dragó är varierad. Havet är nära Parc de Can Dragó åt sydost.  Närmaste större samhälle är Barcelona, 5,5 km söder om Parc de Can Dragó. 